# Avon Championships of Boston 1979
L'Avon Championships of Boston 1979 è stato un torneo di tennis giocato sul cemento indoor. È stata la 6ª edizione del torneo, che fa parte del WTA Tour 1979. Si è giocato a Boston negli USA dal 12 al 18 marzo 1979.

## Campionesse

### Singolare
Dianne Fromholtz ha battuto in finale  Sue Barker con il punteggio di 6–2, 7–6

### Doppio
Kerry Reid /  Wendy Turnbull hanno battuto in finale  Sue Barker /  Ann Kiyomura con il punteggio di 6–4, 6–2